# Rhizothera
Rhizothera  es un género de aves galliformes en la familia Phasianidae. Fue establecido por George Robert Gray en 1841, el nombre deriva de las palabras griegas ῥιζα -rhiza, que significa «raíz» y θηρας -thēras, «cazador».

## Especies
El género contiene dos especies:
- Rhizothera longirostris (Temminck, 1815) – perdiz piquilarga;[3]
- Rhizothera dulitensis Ogilvie-Grant, 1895 –  perdiz del Dulit.